# Кот, Юрий Николаевич
Ю́рий Никола́евич Кот (род. 22 января 1966, Красноармейск, Донецкая область) — украинский пианист, лауреат международных конкурсов, Народный артист Украины (2019), Заслуженный артист Украины (1995). Лауреат премии им. Л. Ревуцкого (2000), муж Ирины Алексийчук.

## Биография
Родился 22 января 1966 года в г. Красноармейске Донецкой области (Украина).

## Образование
- В 1977—1984 годах учился в Киевской средней специальной музыкальной школе-десятилетке им. М. В. Лысенко (преподаватели — Н.М.Найдич, Л. А. Вайнтрауб).
- В 1991 г. с отличием окончил Киевскую государственную консерваторию им. П. И. Чайковского по специальности «фортепиано»,
- в 1993 г. — ассистентуру-стажировку на кафедре фортепиано вышеупомянутого учебного заведения (класс проф. В. О. Козлова).

## Лауреат конкурсов
- Лауреат Национального конкурса пианистов им. М. В. Лысенко (Киев, 1988);
- дипломант Всесоюзного конкурса пианистов им. С. Рахманинова (Москва, 1990);
- лауреат I-го Международного конкурса пианистов им. С. Прокофьева (Санкт-Петербург, 1992).

В составе фортепианного дуэта с Ириной Алексийчук:
- лауреат І-го Международного конкурса исполнителей камерной музыки «Золотая осень» (Хмельницкий, 1993);
- победитель 45-го Международного конкурса фортепианных дуэтов ARD (Мюнхен, 1996);
- лауреат 6-го Международного конкурса фортепианных дуэтов Murray Dranoff (Майами, 1997).

## Гастроли
Много гастролирует как солист на Украине, в России, Казахстане, Югославии, Польше, Словакии, Германии и США с концертными программами из произведений композиторов разных эпох и музыкальных направлений, а также в составе фортепианного дуэта с Ириной Алексийчук.

## Оркестры
Выступал со многими симфоническими оркестрами Украины, России, Германии и США. Среди них:
- Академический симфонический оркестр Санкт-Петербургской филармонии (дирижёр — Н.Алексеев);
- Национальный заслуженный академический симфонический оркестр Украины;
- Национальный симфонический оркестр Киевской филармонии (дирижёр — Н.Дядюра);
- Государственные симфонические оркестры Днепропетровской, Луганской, Запорожской и Донецкой филармоний (дирижёры — В.Блинов, Г.Нигматулин, Н.Пономарчук, В.Редя, А.Долинский);
- оркестр Баварского Радио (Мюнхен, Германия, дирижёры — Вольфганг Бальцер, Лотар Загросек);
- камерный оркестр «MERCK» (Дармштадт, Германия, дирижёр — Кристиан Рудольф Ридель);
- симфонический оркестр New World Symphony (Майами, США, дирижёр — Нил Стальберг)

и других.
Постоянно сотрудничает с Украинским радио и телевидением Украины, России, Югославии, Германии и США.
Является членом Украинского Рахманиновского общества и Украинской ассоциации пианистов — лауреатов международных конкурсов.

## Фестивали
Участвовал в международных фестивалях:
- «Киев-Музик-Фест»,
- «Музыкальные премьеры сезона»,
- фестиваль памяти Владимира Горовица (Киев);
- «Musiksommer-97» (Дрезден);
- «Two Pianos Plus» (Майами);
- фестиваль музыки С. Прокофьева (Санкт-Петербург),
- 13-й Международный фестиваль музыки краковских композиторов (Краков, 2001) и др.

## Участие жюри
- I-й городской конкурс юных пианистов им. Пухальского (Киев, Украина);
- I-й Международный конкурс юных пианистов им. С. Прокофьева (Санкт-Петербург, Россия);
- I-й Международный конкурс юных пианистов, скрипачей и виолончелистов (Тбилиси, Грузия);
- I-й Международный конкурс юных пианистов GRADUS AD PARNASSUM (Крагуевац, Югославия);
- 2014 г. Международный детский музыкальный конкурс «Подольский водограй» — ежегодно проводится в Виннице на базе училища культуры и искусств имени Н. Д. Леонтовича.[3]

## Преподавание
- С 1994 г. преподает на кафедре специального фортепиано Киевской Национальной музыкальной академии им. П. И. Чайковского.
- С 1995 г.дважды в год проводит мастер-классы исполнительского мастерства в Сербии (Югославия),
- проводил мастер-классы в Японии (2000 год — Токио, Киото, Мацуяма, Хиросима, Ямагути).